# Clash of the Titans (trasa koncertowa)
Clash of the Titans – trasa koncertowa zorganizowana w drugiej części 1990 i latem 1991, skupiająca najbardziej znane w owym czasie zespoły thrashmetalowe (poza Metalliką) – Anthrax, Megadeth, Slayer oraz Testament. W roli supportu wystąpiły formacje Suicidal Tendencies (Europa) i Alice in Chains (Ameryka Północna). Clash of the Titans uznawana jest za jedną z najbardziej udanych tras w historii heavy metalu, która w znacznym stopniu przyczyniła się do zminimalizowania luki między popularnością thrash metalu, a powstaniem sceny alternatywnej i grunge’owej.

## Opis trasy
Trasa Clash of the Titans skupiała najbardziej znane w owym czasie zespoły thrashmetalowe. Łącznie składała się z 67 koncertów (z czego 1 występ został odwołany). Była podzielona na dwa etapy. Pierwszy składał się z 18 koncertów na kontynencie europejskim – występowały na nim Megadeth, Slayer, Testament i Suicidal Tendencies. Drugi etap odbył się latem 1991 w Ameryce Północnej i liczył 49 koncertów.
W porównaniu do trasy europejskiej, formacja Testament została zastąpiona przez Anthrax. W roli supportu występowała grupa Alice in Chains. Pierwotnie udział w trasie miał wziąć zespół Death Angel, jednak muzykom uniemożliwił to wypadek samochodowy busa, którym podróżowali. W trakcie tournée, grupa Alice in Chains często była wygwizdywana przez fanów Slayera. 5 czerwca 1991, podczas koncertu w Red Rocks Amphitheatre, zespół został obrzucony butelkami. Jedna z nich trafiła w zestaw perkusyjny Seana Kinneya. Wokalista Layne Staley, poirytowany zachowaniem zgromadzonej publiczności, przeskoczył barierki i zaczął odrzucać w stronę tłumu różne przedmioty znalezione na scenie. Po chwili do wokalisty dołączyła reszta członków zespołu. „To była próba ognia. Nie było to łatwe, ale bywało nieraz zabawnie. Spędziliśmy wiele nocy grając, kiedy nad naszymi głowami latały różne przedmioty. Czasem bywało dość brutalnie. Ale to nie było w stanie nas zatrzymać” – relacjonował Jerry Cantrell. Frontman Slayera, Kerry King, odnosząc się do tej sytuacji, przyznał: „W pewnym sensie działo się tak dlatego, że to był festiwal thrashmetalowy, a oni prezentowali najlepszy hard rock. Ale to wspaniały zespół. To było niefortunne”. Mimo tych incydentów, zespół z Seattle zyskał sobie sympatię wielu fanów muzyki metalowej podczas trasy.
Zapytany o brak Metalliki na trasie, perkusista formacji Anthrax, Charlie Benante przyznawał: „Metallica była wielka sama w sobie, byli zbyt wielką jednostką. Gdy nagrywasz płytę taką jak Black Album [1991], albo coś takiego jak Back in Black [1980] czy The Dark Side of the Moon [1973], to tak właśnie się dzieje. To jest jakby wiesz, pożegnanie. Niczego więcej nie potrzebujesz. Jesteś ustawiony”. Gitarzysta Slayera, Kerry King wyznał: „Wydaje mi się, że dorośliśmy do rozgłosu w tym samym czasie, troje z nas pojechało na Clash of the Titans, a Metallica nas nie potrzebowała (…) Byli [na fali] Czarnego Albumu, człowieku, oni ustawili się w roli supergwiazdy”.
W trakcie tournée muzycy Slayera zarejestrowała album koncertowy Decade of Aggression, na który złożyły się fragmenty występów z Wembley Arena w Londynie 14 października 1990 oraz z Lakeland Center z 13 lipca 1991 w Lakeland w stanie Floryda.

## Kontynuacja
1 lutego 2010 wortal Blabbermouth.net ogłosił, że trasa Clash of the Titans, po prawie 20 latach, będzie mieć swoją kontynuację. Udział w American Carnage Tour potwierdziły formacje Megadeth, Slayer i Testament. 11 lipca 2010 podano informację, że druga część trasy American Carnage Tour, obejmie występy grup Anthrax, Megadeth i Slayer.

## Daty i miejsca koncertów

### 1990

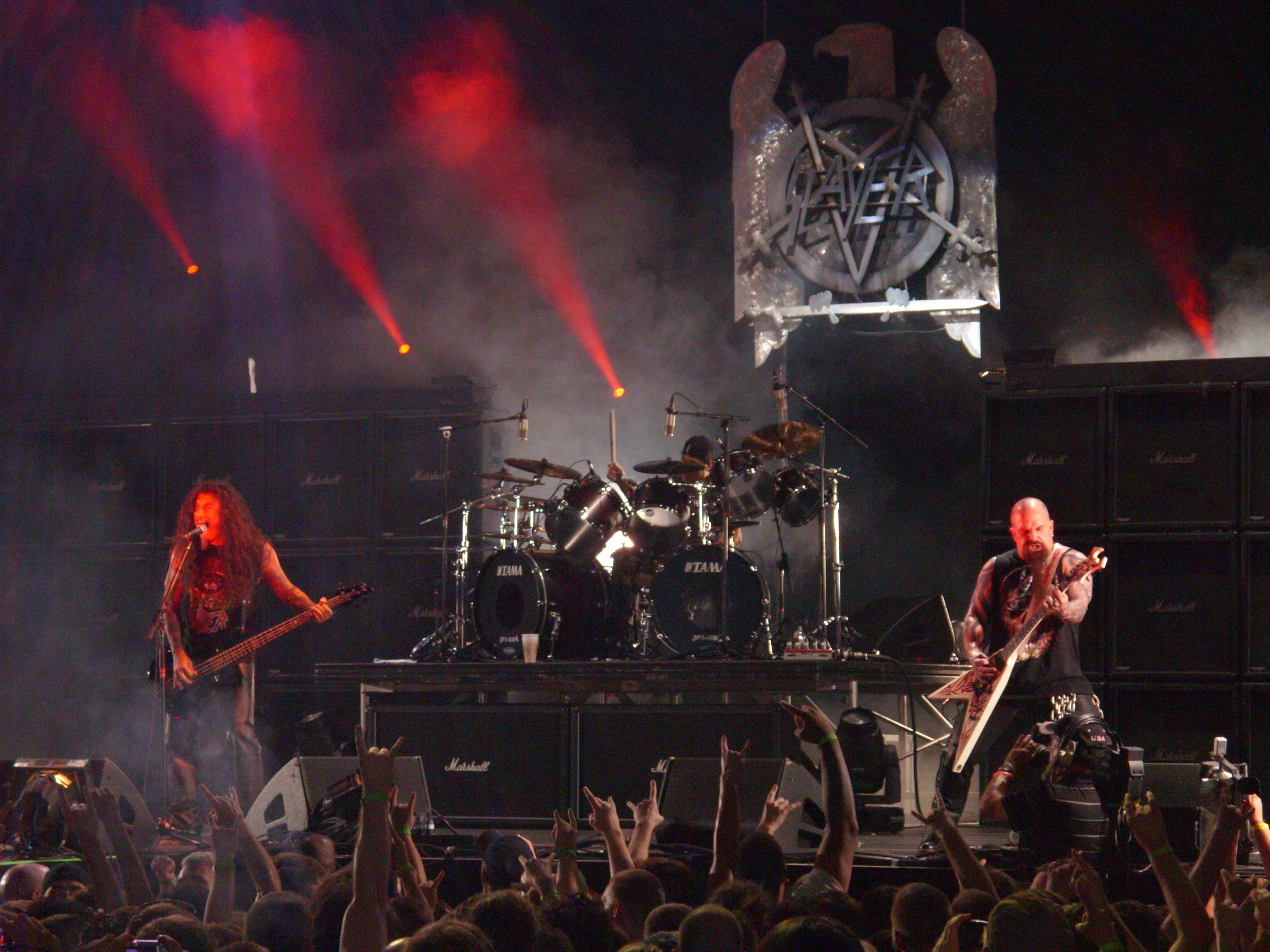
Grupa Slayer, jedna z głównych gwiazd festiwalu

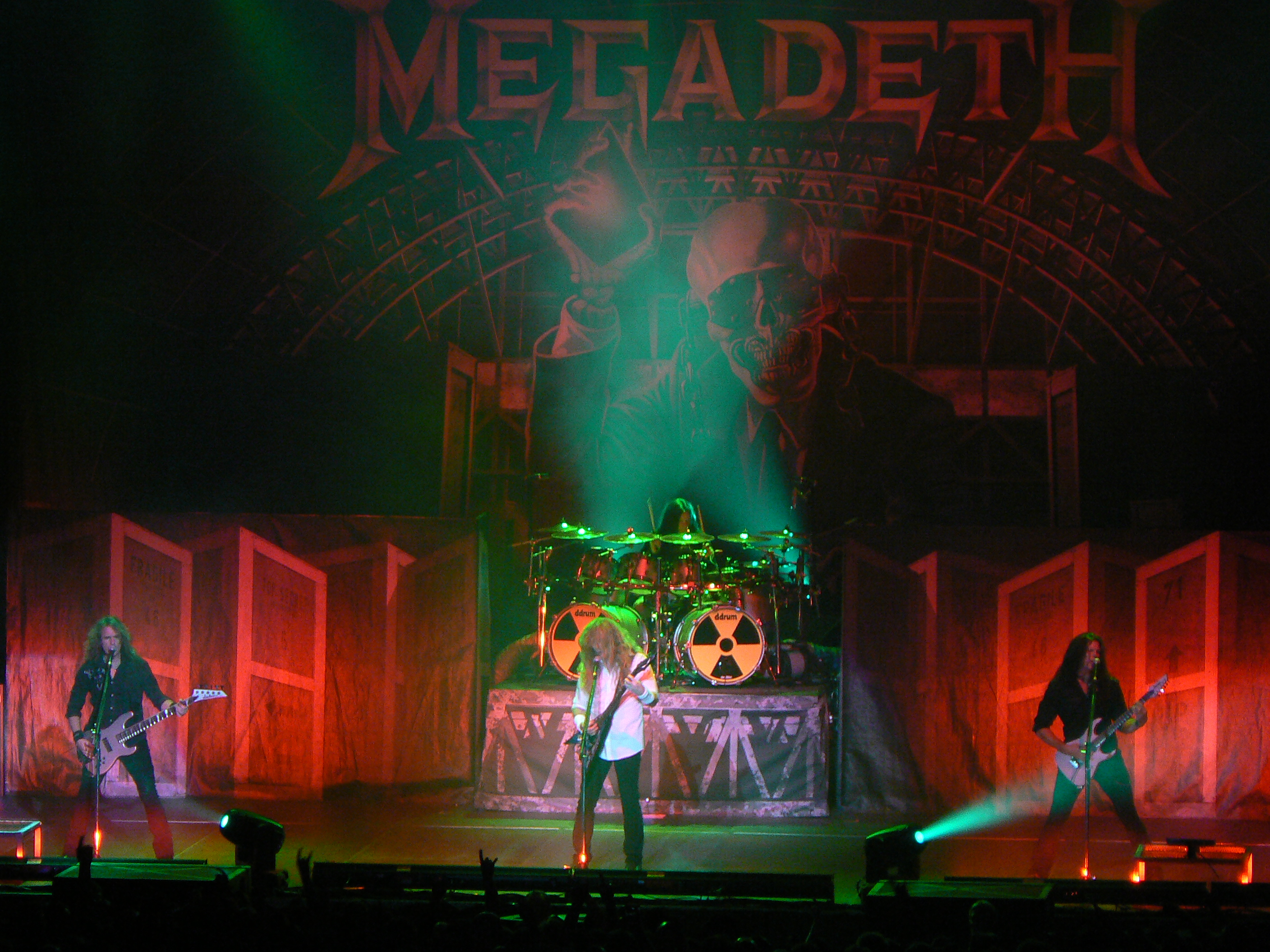
Grupa Megadeth, jedna z głównych gwiazd festiwalu

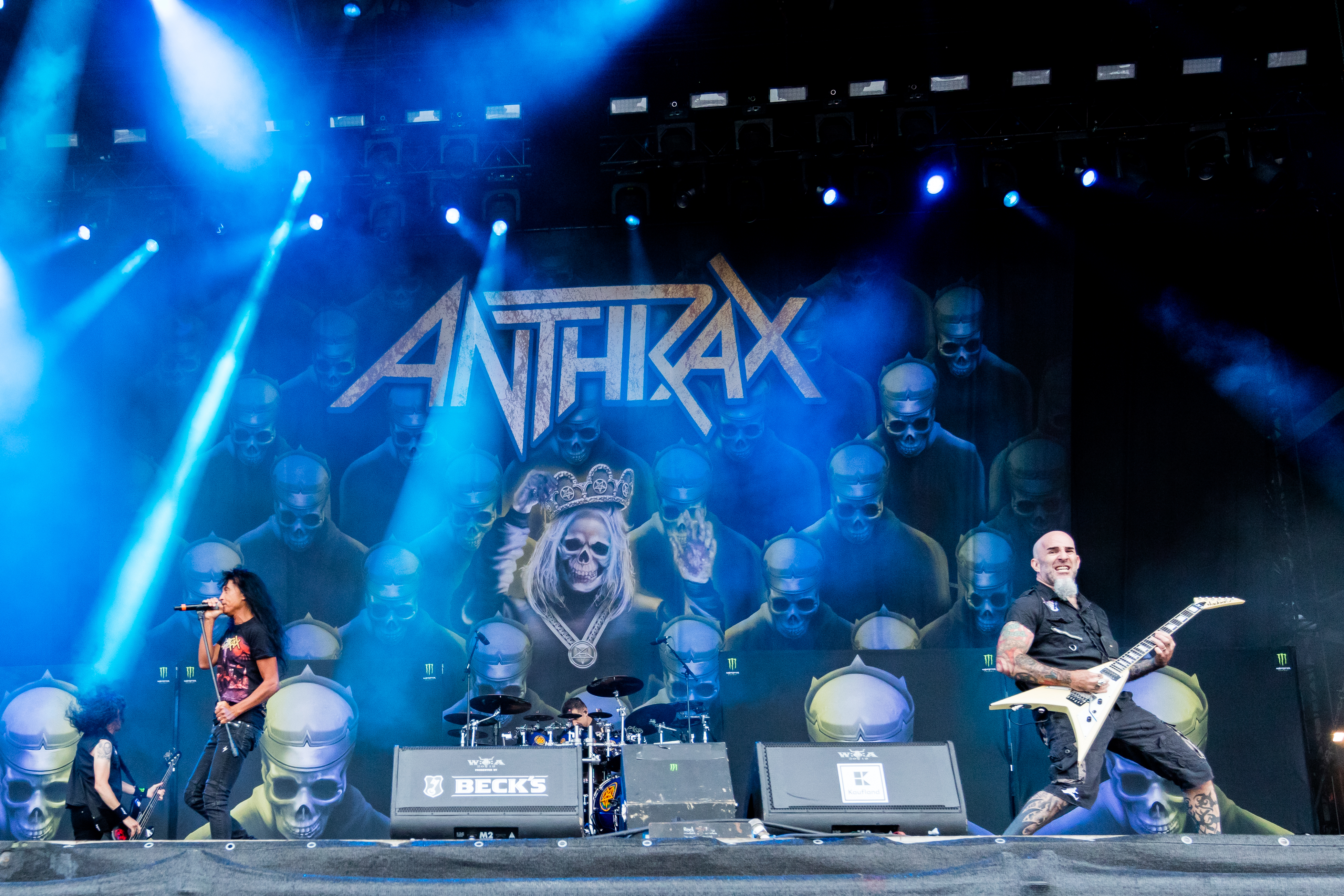
Grupa Anthrax, jedna z głównych gwiazd amerykańskiej edycji festiwalu

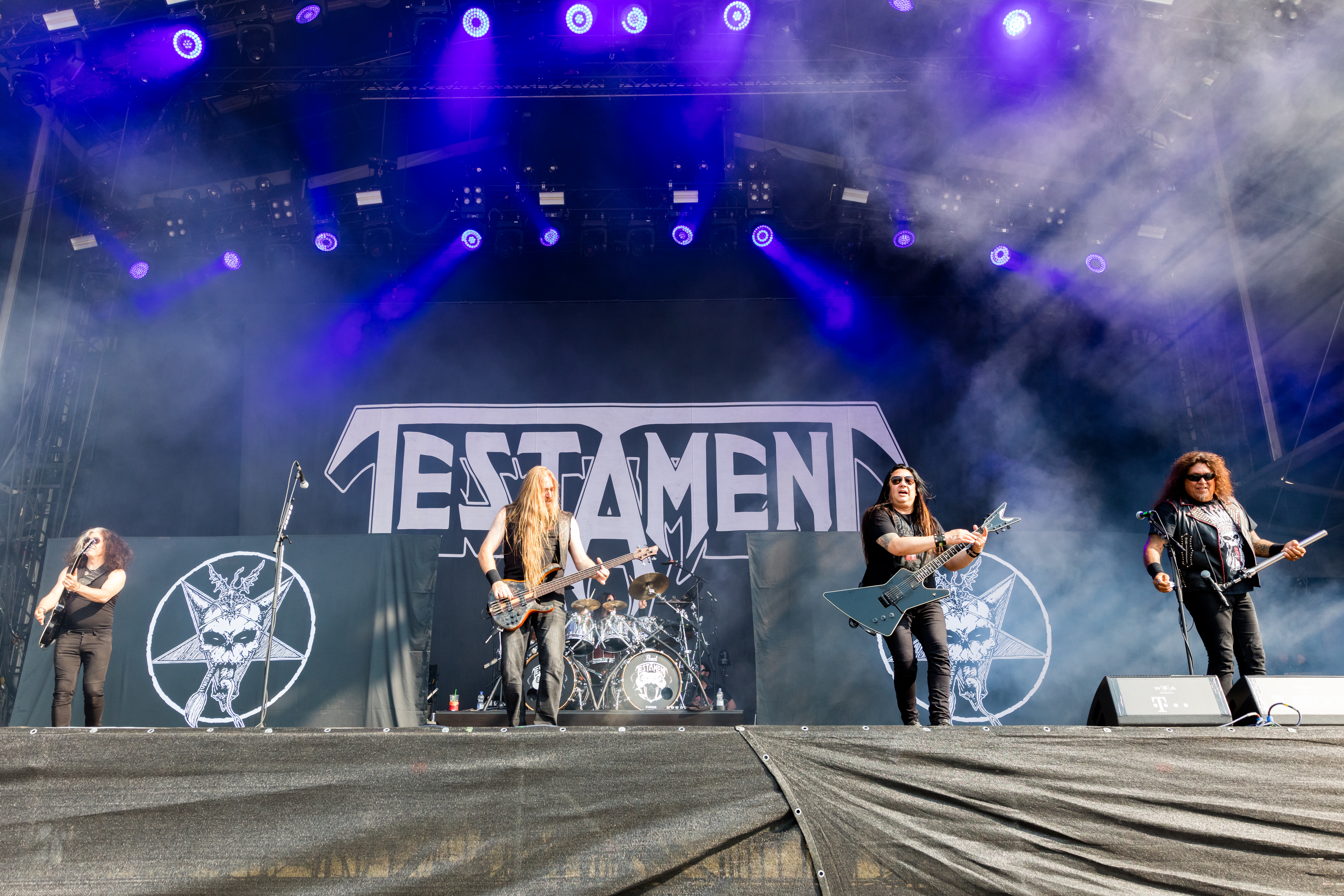
Grupa Testament, jedna z głównych gwiazd europejskiej edycji festiwalu

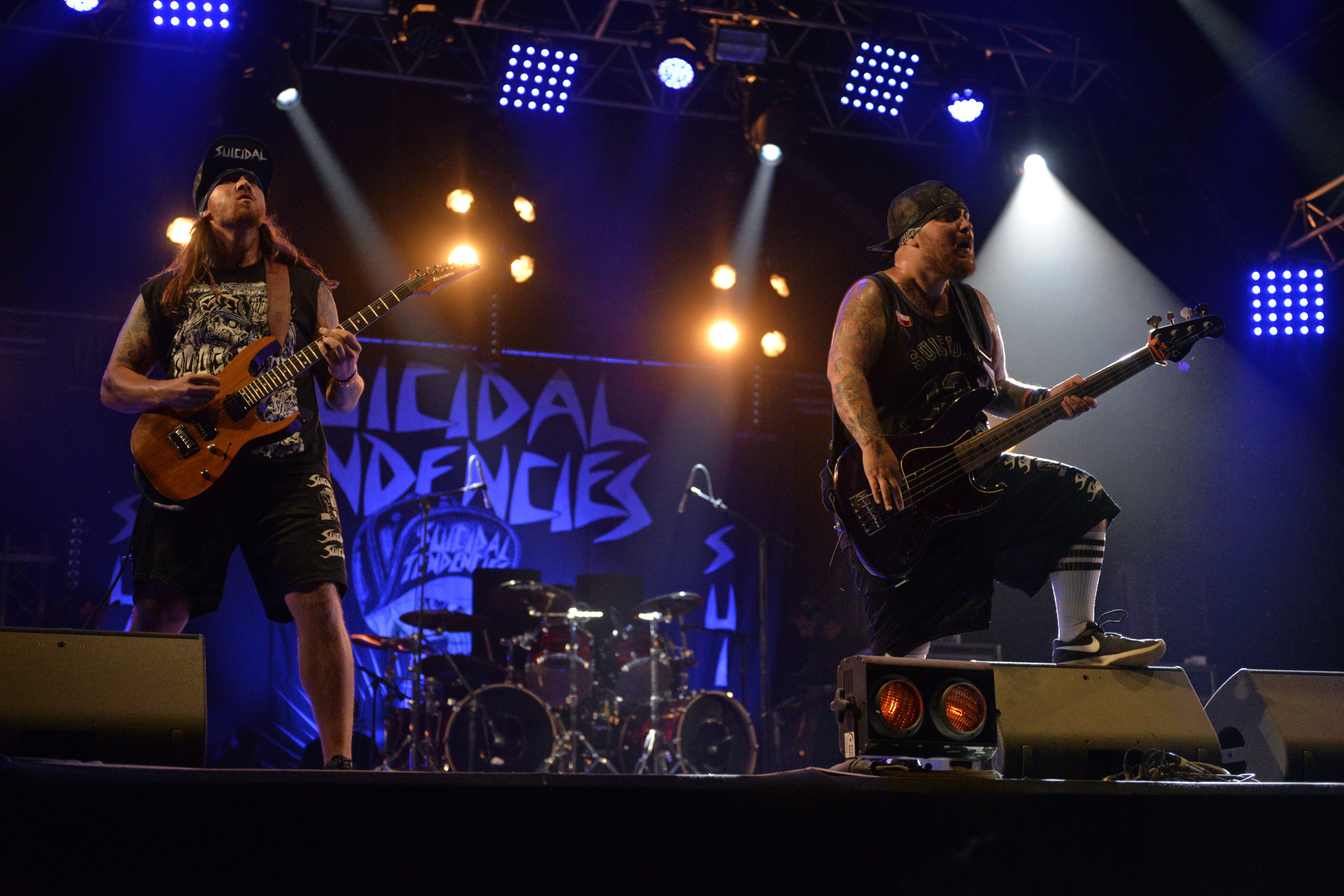
Grupa Suicidal Tendencies występowała jako support na europejskiej części trasy jesienią 1990

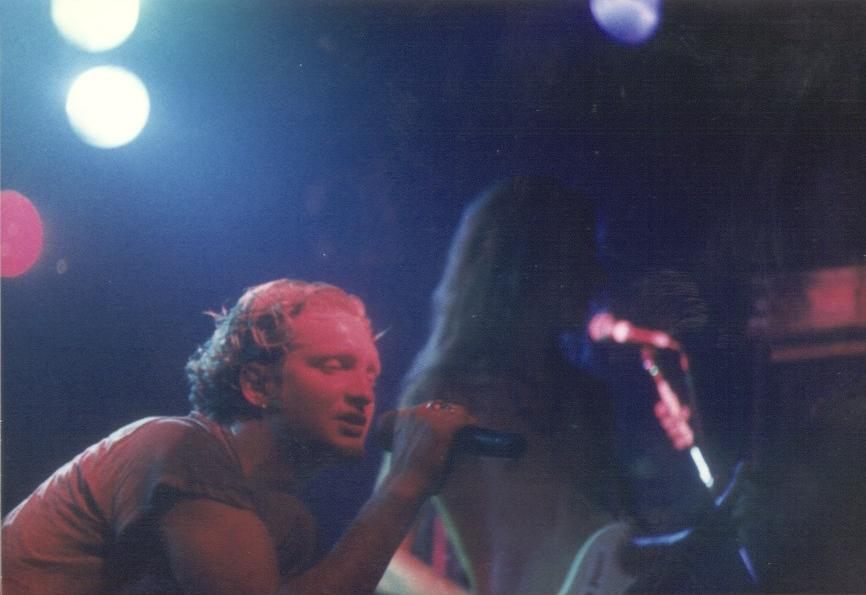
Grupa Alice in Chains występowała jako support na amerykańskiej części trasy latem 1991

| Data                 | Miasto        | Państwo    | Obiekt                      | Support             | Headliner                   |
| -------------------- | ------------- | ---------- | --------------------------- | ------------------- | --------------------------- |
| Europa               |               |            |                             |                     |                             |
| 22 września 1990     | Genk          | Belgia     | Limburghal                  | Suicidal Tendencies | Megadeth, Slayer, Testament |
| 23 września 1990     | Berno         | Szwajcaria | Festhalle                   | Suicidal Tendencies | Megadeth, Slayer, Testament |
| 24 września 1990     | Florencja     | Włochy     | Firenze Palasport           | Suicidal Tendencies | Megadeth, Slayer, Testament |
| 25 września 1990     | Mediolan      | Włochy     | Palatrussardi               | Suicidal Tendencies | Megadeth, Slayer, Testament |
| 27 września 1990     | Barcelona     | Hiszpania  | Velòdrom d’Horta            | Suicidal Tendencies | Megadeth, Slayer, Testament |
| 28 września 1990     | San Sebastián | Hiszpania  | Velódromo de Anoeta         | Suicidal Tendencies | Megadeth, Slayer, Testament |
| 30 września 1990     | Lejda         | Holandia   | Groenoordhallen             | Suicidal Tendencies | Megadeth, Slayer, Testament |
| 2 października 1990  | Paryż         | Francja    | Le Zénith                   | Suicidal Tendencies | Megadeth, Slayer, Testament |
| 3 października 1990  | Stuttgart     | Niemcy     | Schleyer-Halle              | Suicidal Tendencies | Megadeth, Slayer, Testament |
| 4 października 1990  | Moguncja      | Niemcy     | Rheingoldhalle              | Suicidal Tendencies | Megadeth, Slayer, Testament |
| 5 października 1990  | Monachium     | Niemcy     | Rudi-Sedlmayer-Halle        | Suicidal Tendencies | Megadeth, Slayer, Testament |
| 6 października 1990  | Düsseldorf    | Niemcy     | Philipshalle                | Suicidal Tendencies | Megadeth, Slayer, Testament |
| 7 października 1990  | Brema         | Niemcy     | Stadthalle Bremen           | Suicidal Tendencies | Megadeth, Slayer, Testament |
| 9 października 1990  | Sztokholm     | Szwecja    | Solnahallen                 | Suicidal Tendencies | Megadeth, Slayer, Testament |
| 10 października 1990 | Kopenhaga     | Dania      | K.B. Hallen                 | Suicidal Tendencies | Megadeth, Slayer, Testament |
| 12 października 1990 | Edynburg      | Szkocja    | Exhibition and Trade Centre | Suicidal Tendencies | Megadeth, Slayer, Testament |
| 13 października 1990 | Birmingham    | Anglia     | NEC Arena                   | Suicidal Tendencies | Megadeth, Slayer, Testament |
| 14 października 1990 | Londyn        | Anglia     | Wembley Arena               | Suicidal Tendencies | Megadeth, Slayer, Testament |

### 1991
| Data              | Miasto          | Państwo           | Obiekt                                     | Support         | Headliner                 |
| ----------------- | --------------- | ----------------- | ------------------------------------------ | --------------- | ------------------------- |
| Stany Zjednoczone |                 |                   |                                            |                 |                           |
| 16 maja 1991      | Dallas          | Stany Zjednoczone | Coca-Cola Starplex                         | Alice in Chains | Anthrax, Megadeth, Slayer |
| 17 maja 1991      | Lubbock         | Stany Zjednoczone | Lubbock Municipal Coliseum                 | Alice in Chains | Anthrax, Megadeth, Slayer |
| 18 maja 1991      | San Antonio     | Stany Zjednoczone | Sunken Gardens Amphitheater                | Alice in Chains | Anthrax, Megadeth, Slayer |
| 19 maja 1991      | Houston         | Stany Zjednoczone | The Summit                                 | Alice in Chains | Anthrax, Megadeth, Slayer |
| 21 maja 1991      | El Paso         | Stany Zjednoczone | El Paso County Coliseum                    | Alice in Chains | Anthrax, Megadeth, Slayer |
| 22 maja 1991      | Albuquerque     | Stany Zjednoczone | Tingley Coliseum                           | Alice in Chains | Anthrax, Megadeth, Slayer |
| 23 maja 1991      | Phoenix         | Stany Zjednoczone | Arizona Veterans Memorial Coliseum         | Alice in Chains | Anthrax, Megadeth, Slayer |
| 24 maja 1991      | San Diego       | Stany Zjednoczone | San Diego Sports Arena                     | Alice in Chains | Anthrax, Megadeth, Slayer |
| 25 maja 1991      | Costa Mesa      | Stany Zjednoczone | Pacific Amphitheatre                       | Alice in Chains | Anthrax, Megadeth, Slayer |
| 26 maja 1991      | Daly City       | Stany Zjednoczone | Cow Palace                                 | Alice in Chains | Anthrax, Megadeth, Slayer |
| 27 maja 1991      | Sacramento      | Stany Zjednoczone | ARCO Arena                                 | Alice in Chains | Anthrax, Megadeth, Slayer |
| 29 maja 1991      | Portland        | Stany Zjednoczone | Memorial Coliseum                          | Alice in Chains | Anthrax, Megadeth, Slayer |
| 30 maja 1991      | Seattle         | Stany Zjednoczone | Mercer Arena                               | Alice in Chains | Anthrax, Megadeth, Slayer |
| 31 maja 1991      | Spokane         | Stany Zjednoczone | Spokane Coliseum                           | Alice in Chains | Anthrax, Megadeth, Slayer |
| 1 czerwca 1991    | Vancouver       | Kanada            | Pacific Coliseum                           | Alice in Chains | Anthrax, Megadeth, Slayer |
| 3 czerwca 1991    | Salt Lake City  | Stany Zjednoczone | Bonneville Speedway                        | Alice in Chains | Anthrax, Megadeth, Slayer |
| 5 czerwca 1991    | Morrison        | Stany Zjednoczone | Red Rocks Amphitheatre                     | Alice in Chains | Anthrax, Megadeth, Slayer |
| 6 czerwca 1991    | Omaha           | Stany Zjednoczone | Omaha Civic Auditorium                     | Alice in Chains | Anthrax, Megadeth, Slayer |
| 7 czerwca 1991    | Bonner Springs  | Stany Zjednoczone | Sandstone Center for the Performing Arts   | Alice in Chains | Anthrax, Megadeth, Slayer |
| 8 czerwca 1991    | Cedar Rapids    | Stany Zjednoczone | Five Seasons Center                        | Alice in Chains | Anthrax, Megadeth, Slayer |
| 9 czerwca 1991    | Forest Lake     | Stany Zjednoczone | Trout Aire Amphitheatre                    | Alice in Chains | Anthrax, Megadeth, Slayer |
| 11 czerwca 1991   | Springfield     | Stany Zjednoczone | Prairie Capital Convention Center          | Alice in Chains | Anthrax, Megadeth, Slayer |
| 12 czerwca 1991   | Louisville      | Stany Zjednoczone | Louisville Gardens                         | Alice in Chains | Anthrax, Megadeth, Slayer |
| 14 czerwca 1991   | Tinley Park     | Stany Zjednoczone | World Music Theatre                        | Alice in Chains | Anthrax, Megadeth, Slayer |
| 15 czerwca 1991   | East Troy       | Stany Zjednoczone | Alpine Valley Music Theatre                | Alice in Chains | Anthrax, Megadeth, Slayer |
| 16 czerwca 1991   | Columbus        | Stany Zjednoczone | Ohio Center                                | Alice in Chains | Anthrax, Megadeth, Slayer |
| 18 czerwca 1991   | Noblesville     | Stany Zjednoczone | Deer Creek Music Center                    | Alice in Chains | Anthrax, Megadeth, Slayer |
| 20 czerwca 1991   | Cleveland       | Stany Zjednoczone | Richfield Coliseum                         | Alice in Chains | Anthrax, Megadeth, Slayer |
| 21 czerwca 1991   | Toronto         | Kanada            | Exhibition Stadium                         | Alice in Chains | Anthrax, Megadeth, Slayer |
| 22 czerwca 1991   | Clarkston       | Stany Zjednoczone | Pine Knob Music Theatre                    | Alice in Chains | Anthrax, Megadeth, Slayer |
| 23 czerwca 1991   | Golden Township | Stany Zjednoczone | Val du Lakes Amphitheatre                  | Alice in Chains | Anthrax, Megadeth, Slayer |
| 25 czerwca 1991   | Burgettstown    | Stany Zjednoczone | Coca-Cola Star Lake Amphitheater           | Alice in Chains | Anthrax, Megadeth, Slayer |
| 26 czerwca 1991   | Buffalo         | Stany Zjednoczone | Darrien Lakes Amphitheatre                 | Alice in Chains | Anthrax, Megadeth, Slayer |
| 27 czerwca 1991   | Middletown      | Stany Zjednoczone | Orange County Fair Speedway                | Alice in Chains | Anthrax, Megadeth, Slayer |
| 28 czerwca 1991   | Nowy Jork       | Stany Zjednoczone | Madison Square Garden                      | Alice in Chains | Anthrax, Megadeth, Slayer |
| 29 czerwca 1991   | Filadelfia      | Stany Zjednoczone | Spectrum                                   | Alice in Chains | Anthrax, Megadeth, Slayer |
| 30 czerwca 1991   | Baltimore       | Stany Zjednoczone | Baltimore Arena                            | Alice in Chains | Anthrax, Megadeth, Slayer |
| 1 lipca 1991      | Hampton         | Stany Zjednoczone | Hampton Coliseum                           | Alice in Chains | Anthrax, Megadeth, Slayer |
| 3 lipca 1991      | Hershey         | Stany Zjednoczone | Hersheypark Stadium                        | Alice in Chains | Anthrax, Megadeth, Slayer |
| 4 lipca 1991      | Weedsport       | Stany Zjednoczone | Cayuga County Speedway                     | Alice in Chains | Anthrax, Megadeth, Slayer |
| 5 lipca 1991      | Portland        | Stany Zjednoczone | Cumberland County Civic Center             | Alice in Chains | Anthrax, Megadeth, Slayer |
| 6 lipca 1991      | Mansfield       | Stany Zjednoczone | Great Woods Center for the Performing Arts | Alice in Chains | Anthrax, Megadeth, Slayer |
| 7 lipca 1991      | Bristol         | Stany Zjednoczone | Lake Compounce                             | Alice in Chains | Anthrax, Megadeth, Slayer |
| 9 lipca 1991      | Fayetteville    | Stany Zjednoczone | Cumberland County Crown Coliseum           | Alice in Chains | Anthrax, Megadeth, Slayer |
| 10 lipca 1991     | Greenville      | Stany Zjednoczone | Greenville Memorial Auditorium             | Alice in Chains | Anthrax, Megadeth, Slayer |
| 11 lipca 1991     | Charleston      | Stany Zjednoczone | King Street Plaza                          | Alice in Chains | Anthrax, Megadeth, Slayer |
| 12 lipca 1991     | Atlanta         | Stany Zjednoczone | Omni Coliseum                              | Alice in Chains | Anthrax, Megadeth, Slayer |
| 13 lipca 1991     | Lakeland        | Stany Zjednoczone | Lakeland Civic Center                      | Alice in Chains | Anthrax, Megadeth, Slayer |
| 14 lipca 1991     | Miami           | Stany Zjednoczone | Miami Arena                                | Alice in Chains | Anthrax, Megadeth, Slayer |

## Występy odwołane
| 17 czerwca 1991 | Cincinnati, Stany Zjednoczone | Riverbend Music Center | Odwołany |

## Zespoły
Testament
- Chuck Billy – śpiew
- Eric Peterson – gitara rytmiczna
- Alex Skolnick – gitara prowadząca
- Greg Christian – gitara basowa
- Louie Clemente – perkusja

| Lista utworów (Europa) |
| --- |
| - „Trial by Fire” - „Disciples of the Watch” - „Practice What You Preach” - „Souls of Black” - „Sins of Omission” - „Burnt Offerings” - „The Legacy” - „Face in the Sky” - „The New Order” |

| Setlista |
| --- |
| 1. „Practice What You Preach” 2. „Souls of Black” 3. „Sins of Omission” 4. „Burnt Offerings” 5. „Face in the Sky” 6. „The Legacy” 7. „Trial by Fire” 8. „Disciples of the Watch” |

Anthrax
- Joey Belladonna − śpiew
- Dan Spitz − gitara prowadząca
- Scott Ian − gitara rytmiczna, wokal wspierający
- Frank Bello − gitara basowa, wokal wspierający
- Charlie Benante − perkusja

| Lista utworów (Ameryka Północna) |
| --- |
| - „Efilnikufesin (N.F.L.)” - „Caught in a Mosh” - „Keep it in the Family” - „Indians” - „I’m the Man” - „I Am the Law” - „Belly of the Beast” - „Intro to Reality” - „Got the Time” (Joe Jackson cover) - „Bring the Noise” (Public Enemy cover) - „Milk” (Stormtroopers of Death cover) - „Won’t Get Fooled Again” (Intro) (The Who cover) - „Antisocial” (Trust cover) |

| Setlista |
| --- |
| 1. „Efilnikufesin (N.F.L.)” 2. „Got the Time” (Joe Jackson cover) 3. „Caught in a Mosh” 4. „Keep it in the Family” 5. „Indians” 6. „Antisocial” (Trust cover) 7. „I’m the Man” 8. „Won’t Get Fooled Again” (Intro) (The Who cover) / „I Am the Law” |

Megadeth
- Dave Mustaine − śpiew, gitara prowadząca
- Marty Friedman − gitara rytmiczna
- Dave Ellefson − gitara basowa, wokal wspierający
- Nick Menza − perkusja

| Lista utworów (Europa / Ameryka Północna) |
| --- |
| - „Holy Wars... The Punishment Due” - „Hangar 18” - „In My Darkest Hour” - „Peace Sells” - „Wake Up Dead” - „Hook in Mouth” - „The Conjuring” - „Rattlehead” - „Devil’s Island” - „Good Mourning/Black Friday” - „Skull Beneath the Skin” - „Liar” - „My Last Words” - „Take No Prisoners” - „Tornado of Souls” - „Lucretia” - „Dawn Patrol” - „Mechanix” - „It’s Electric” (Diamond Head cover) - „These Boots” (Nancy Sinatra cover) - „Anarchy in the U.K.” (Sex Pistols cover) |

| Setlista (1990) |
| --- |
| 1. „Rattlehead” 2. „Wake Up Dead” 3. „Hangar 18” 4. „Hook in Mouth” 5. „Skull Beneath the Skin” 6. „The Conjuring” 7. „In My Darkest Hour” 8. „Devil’s Island” 9. „My Last Words” 10. „Peace Sells” 11. „Holy Wars... The Punishment Due” 12. „Good Mourning/Black Friday” 13. „Liar” 14. „Anarchy in the U.K.” (Sex Pistols cover) |

| Setlista (1991) |
| --- |
| 1. „Wake Up Dead” 2. „Hook in Mouth” 3. „Hangar 18” 4. „The Conjuring” 5. „In My Darkest Hour” 6. „Dawn Patrol” 7. „Tornado of Souls” 8. „Holy Wars... The Punishment Due” 9. „Peace Sells” 10. „Anarchy in the U.K.” (Sex Pistols cover) |

Slayer
- Tom Araya – śpiew, gitara basowa
- Jeff Hanneman – gitara rytmiczna
- Kerry King – gitara prowadząca
- Dave Lombardo – perkusja

| Lista utworów (Europa / Ameryka Północna) |
| --- |
| - „War Ensemble” - „Raining Blood” - „Mandatory Suicide” - „Angel of Death” - „South of Heaven” - „Altar of Sacrifice” - „Jesus Saves” - „Black Magic” - „Dead Skin Mask” - „Postmortem” - „Die by the Sword” - „Spirit in Black” - „Hell Awaits” - „The Antichrist” - „Seasons in the Abyss” - „At Dawn They Sleep” - „Live Undead” - „Blood Red” - „Skeletons of Society” - „Captor of Sin” - „Born of Fire” - „Expendable Youth” - „Chemical Warfare” - „Hallowed Point” |

| Setlista (1990) |
| --- |
| 1. „Raining Blood” 2. „Black Magic” 3. „War Ensemble” 4. „Postmortem” 5. „Dead Skin Mask” 6. „Die by the Sword” 7. „Blood Red” 8. „Altar of Sacrifice” 9. „Jesus Saves” 10. „At Dawn They Sleep” 11. „Spirit in Black” 12. „Mandatory Suicide” 13. „Live Undead” 14. „South of Heaven” 15. „Angel of Death” |

| Setlista (1991) |
| --- |
| 1. „Hell Awaits” 2. „The Antichrist” 3. „War Ensemble” 4. „South of Heaven” 5. „Raining Blood” 6. „Altar of Sacrifice” 7. „Jesus Saves” 8. „Dead Skin Mask” 9. „Seasons in the Abyss” 10. „Mandatory Suicide” 11. „Angel of Death” |

Suicidal Tendencies
- Mike Muir − śpiew
- Rocky George − gitara prowadząca, wokal wspierający
- Mike Clark − gitara rytmiczna, wokal wspierający
- Robert Trujillo − gitara basowa, wokal wspierający
- R.J. Herrera − perkusja

| Lista utworów (Europa) |
| --- |
| - „You Can’t Bring Me Down” - „Join the Army” - „I Saw Your Mommy” - „Pledge Your Allegiance” - „Lovely” - „Send Me Your Money” - „Alone” - „Lost Again” - „How Will I Laugh Tomorrow” - „Waking the Dead” - „War Inside My Head” - „Suicidal Failure” - „I Want More” - „Controlled by Hatred” - „Go’n Breakdown” - „Feel Like Shit… Deja-Vu” - „The Miracle” - „Trip at the Brain” - „Suicidal Maniac” - „Possessed to Skate” |

| Setlista (1990) |
| --- |
| 1. „You Can’t Bring Me Down” 2. „Join the Army” 3. „Alone” 4. „Lovely” 5. „I Saw Your Mommy” 6. „Lost Again” 7. „Pledge Your Allegiance” 8. „Send Me Your Money” 9. „How Will I Laugh Tomorrow” |

Alice in Chains
- Layne Staley − śpiew
- Jerry Cantrell − gitara, wokal wspierający
- Mike Starr − gitara basowa, wokal wspierający
- Sean Kinney − perkusja

| Lista utworów (Ameryka Północna) |
| --- |
| - „Queen of the Rodeo” (zagrany raz) - „We Die Young” - „Man in the Box” - „Sea of Sorrow” (zagrany raz) - „Bleed the Freak” - „Love, Hate, Love” - „It Ain’t Like That” - „Confusion” (zagrany raz) - „Sunshine” (zagrany raz) - „Put You Down” - „Real Thing” - „Would?” (premiera) |

| Setlista (1991) |
| --- |
| 1. „Would?” 2. „Real Thing” 3. „Put You Down” 4. „We Die Young” 5. „Bleed the Freak” 6. „It Ain’t Like That” 7. „Man in the Box” |